# Река Софія Лазер-Сабо
Река Софія Лазер-Сабо (рум. Reka Zsofia Lazăr-Szabo, нар. 11 березня 1967, Брашов, Румунія) — румунська фехтувальниця на рапірах, срібна (1996 рік) та бронзова (1992 рік) призерка Олімпійських ігор, дворазова чемпіонка світу, чемпіонка Європи.

## Виступи на Олімпіадах
| Олімпіада      | Дисципліна           | Місце |
| -------------- | -------------------- | ----- |
| Сеул 1988      | індивідуальна рапіра | 21    |
| Барселона 1992 | індивідуальна рапіра | 6     |
| Барселона 1992 | командна рапіра      | 3     |
| Атланта 1996   | індивідуальна рапіра | 19    |
| Атланта 1996   | командна рапіра      | 2     |
| Сідней 2000    | індивідуальна рапіра | 8     |